# Джелонда
Джелонда — село в Могочинском районе Забайкальского края России. Входит в состав сельского поселения «Сбегинское».

## География
Село находится в юго-западной части района, на левом берегу реки Белый Урюм, на расстоянии примерно 104 километров (по прямой) к юго-западу от города Могоча. Абсолютная высота — 480 метров над уровнем моря.
Климат
Климат характеризуется как резко континентальный, с морозной продолжительной зимой и коротким относительно тёплым летом. Средняя температура самого тёплого месяца (июля) составляет 14 — 18 °С (абсолютный максимум — 37 °С). Средняя температура самого холодного месяца (января) — −28 — −32 °С (абсолютный минимум — −53 °С). Годовое количество осадков — 400—600 мм.

## История
Основана в 1908 году.

## Население
| 1989 | 2002 | 2010 | 2021 |
| ---- | ---- | ---- | ---- |
| 184  | ↘152 | ↘125 | ↘124 |

Половой состав
По данным Всероссийской переписи населения 2010 года в гендерной структуре населения мужчины составляли 50,4 %, женщины — соответственно 49,6 %.
Национальный состав
Согласно результатам переписи 2002 года, в национальной структуре населения русские составляли 98 % из 152 чел.

## Инфраструктура
В селе функционируют начальная среднеобразовательная школа, клуб и фельдшерский пункт.

## Улицы
Уличная сеть села состоит из четырёх улиц и одного переулка.